# Sunday Morning (canção de Now United)
"Sunday Morning" é uma canção do grupo pop global Now United, lançada em 24 de julho de 2019. A canção foi disponibilizada nas plataformas digitais em 23 de setembro de 2019. Conta com os vocais de Any, Diarra, Noah e Bailey.  A música é regravação da música original do grupo Morgan Heritage.

## Videoclipe
O clipe foi gravado na Califórnia, EUA.

## Históricos de lançamentos
| Região | Data                   | Formato                    | Gravadora | Ref.  |
| ------ | ---------------------- | -------------------------- | --------- | ----- |
| Mundo  | 23 de setembro de 2019 | download digital streaming | XIX       | [ 6 ] |